# Pierrefitte-en-Auge
Pierrefitte-en-Auge település Franciaországban, Calvados megyében. Lakosainak száma 154 fő (2022. január 1.). Pierrefitte-en-Auge Le Breuil-en-Auge, Fierville-les-Parcs, Manneville-la-Pipard, Pont-l'Évêque, Saint-Hymer és Saint-Julien-sur-Calonne községekkel határos.

## Népesség
A település népességének változása:
| Lakosok száma | 140  | 136  | 122  | 143  | 156  | 158  | 159  | 159  | 157  | 154  |
|               | 1968 | 1982 | 1990 | 2006 | 2013 | 2015 | 2017 | 2019 | 2020 | 2022 |